# Karin Praxmarer
Karin Praxmarer (* 9. Juli 1944 in Zwettl als Karin Kusatz; † 10. Dezember 2021) war eine österreichische Politikerin (FPÖ) und Lehrerin. Praxmarer war von 1986 bis 1996 sowie 1999 Abgeordnete zum österreichischen Nationalrat.

## Biografie
Praxmarer wurde als Tochter von Hans und Gertrude Kusatz geboren und hatte zwei Geschwister. Sie besuchte von 1950 bis 1954 die Volksschule in Wels-Lichtenegg und wechselte danach an das Bundesrealgymnasium in Wels, an dem sie 1962 maturierte. Sie studierte nach der Matura Lehramt für Geschichte und Sozialkunde sowie Leibesübung an der Universität Wien, 1968 schloss sie ihr Studium mit dem akademischen Grad Mag. phil. ab. Praxmarer arbeitete von 1968 bis 1986 als Professorin am Bundesoberstufenrealgymnasium Grieskirchen und war nach ihrem ersten Einzug in den Nationalrat von 1996 bis 1999 Professorin am Bundesoberstufenrealgymnasium Ried im Innkreis. Bereits 1965 hatte Karin Kusatz den späteren Präsidenten des Kreisgerichtes Ried geheiratet, mit dem sie drei Kinder hat.
Praxmarer vertrat die FPÖ ab 1985 im Gemeinderat von Grieskirchen und war ab 1975 Landesfrauenreferentin der FPÖ Oberösterreich. Von 1982 bis 1994 hatte sie zudem das Amt der Landesparteiobmann-Stellvertreterin der FPÖ Oberösterreich inne. Praxmarer vertrat die FPÖ vom 17. Dezember 1986 bis zum 14. Jänner 1996 im Nationalrat und gehörte dem Nationalrat erneut vom 6. Mai 1999 bis zum 28. Oktober 1999 an. Praxmarer war Bildungssprecherin des FPÖ-Parlamentsklubs. Sie wurde in Grieskirchen bestattet.

## Auszeichnungen
- Goldenes Ehrenzeichen des Landes Oberösterreich (2001)[4]